# Football en Inde

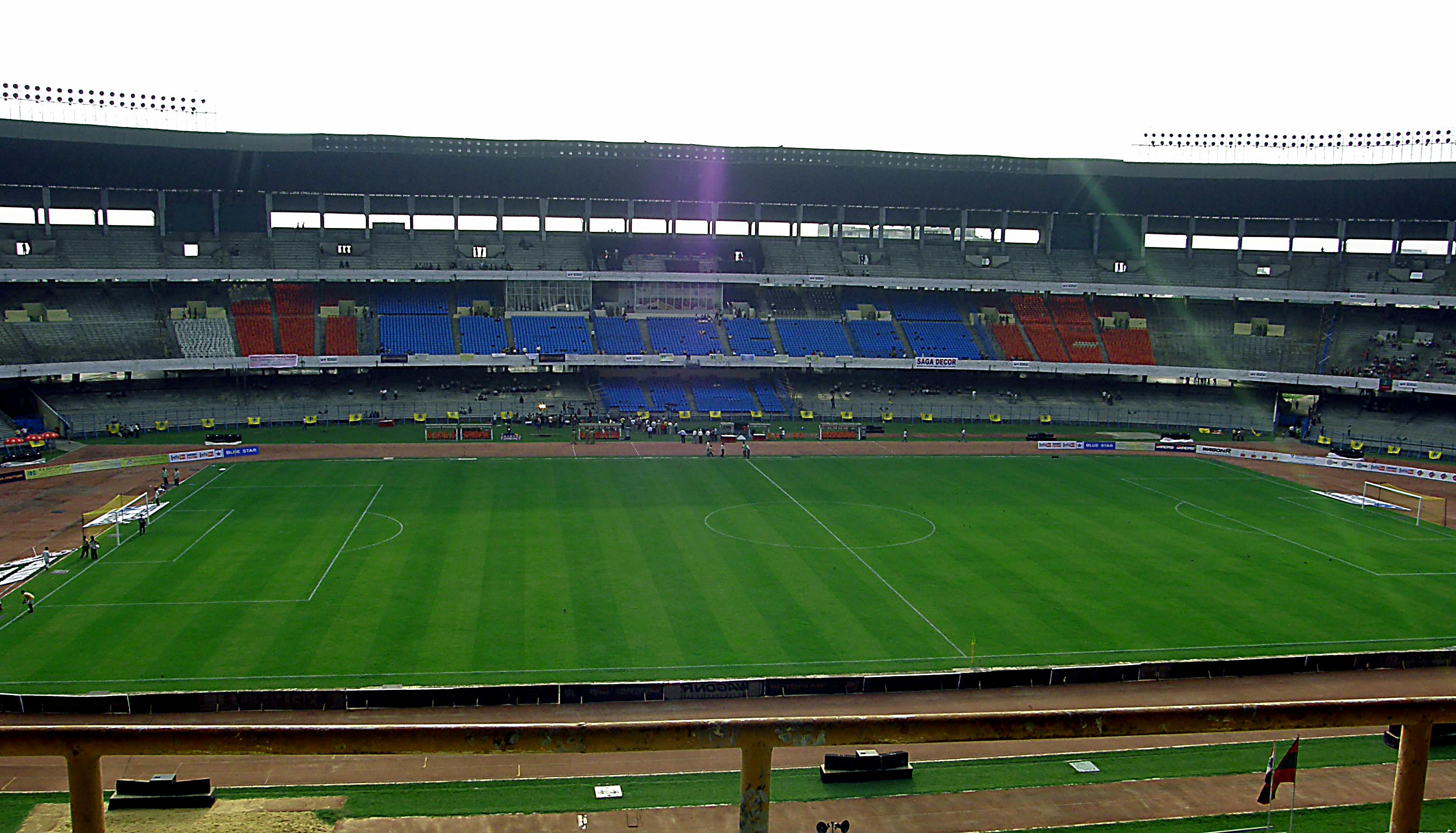
Le Salt Lake Stadium.

Le football est l'un des sports les plus populaires en Inde, après le cricket. Il est très populaire au Bengale-Occidental, à Goa, au Kerala et dans tout le Nord-Est indien, particulièrement au Manipur, au Meghalaya, au Mizoram, et au Sikkim.
Même si l'Inde a déjà été vainqueur deux fois de l'épreuve de football aux Jeux asiatiques, le niveau du football indien s'est dégradé en raison notamment d'un manque d'investissements et de l'influence forte du cricket (l'équipe d'Inde de cricket est parmi les trois meilleures du monde). Dans le même temps, le niveau des pays asiatiques où le football était le sport le plus populaire continuait à grimper. En septembre 2006, l'Inde et le Brésil ont signé un accord pour mettre en place un système d'entraînements de footballeurs et de coachs indiens.

## Bengal Premier League Soccer
En 2012 est lancé la Bengal Premier League Soccer, un championnat de haut niveau qui regroupe six équipes du Bengale-Occidental. Des joueurs de renommées mondiales sont recrutés pour lancement de cette nouvelle ligue (Hernán Crespo, Fabio Cannavaro, Robert Pirès, David Trezeguet, Robbie Fowler, Jay Jay Okocha, Nicolas Anelka et Juan Pablo Sorín).
Cette ligue regroupe 6 équipes basées dans 6 villes du Bengale-Occidental et est organisée selon un format inspiré de la Major League Soccer américaine et de l'Indian Premier League de cricket.
La première saison de PLS devait débuter le 25 février 2012 mais a été repoussée avant d'être purement et simplement annulée.
Chaque équipe devait se rencontrer deux fois : à domicile et à l'extérieur. À l'issue de cette saison régulière devaient avoir lieu des playoffs.

### Équipes participantes
| Equipe                 | Ville    | Joueur phare     | Autres joueurs étrangers                              | Entraineur        |
| ---------------------- | -------- | ---------------- | ----------------------------------------------------- | ----------------- |
| Barasat Uro Musketeers | Barasat  | Hernán Crespo    | Christian Lara ; Joaquín Botero ; Park Byoung-Gyu     | Teitur Thordarson |
| Bengal Tuskers         | Siliguri | Fabio Cannavaro  | Santino Quaranta ; Limberg Gutierrez ; Hwang Gyu-Hwan | Marco Etcheverry  |
| Kolkata Camelians      | Calcuta  | Robbie Fowler    | Robert Egbeto ; Daniel Varela ; Park Ji-Sung          | Peter Reid        |
| Manchester Howrah      | Howrah   | Robert Pirès     | Jose Gabriel Rios ; Diego Madrigal ; Byun Yoon-Chul   | Fernando Couto    |
| Durgapur Vox Champions | Durgapur | Jay-Jay Okocha   | José Carlos Castillo ; Alonso Solís ; Kim Bong-Kyeom  | Samson Siasia     |
| Haldia Heroes          | Haldia   | Juan Pablo Sorín | -                                                     | John Barnes       |